# Rial (automobilismo)
La RIAL è stata una scuderia di Formula 1 attiva nelle stagioni 1988 e 1989 fondata da Gunther Schmidt, già titolare della scuderia ATS. Come la precedente scuderia dell'imprenditore tedesco, il nome derivava da quello di una società produttrice di cerchi in lega per automobili, quest'ultima tuttora in attività.

## Storia
Schmidt, in precedenza proprietario dell'ATS (attiva dal 1977 al 1984), rilevò la Rial (un'azienda concorrente) nel 1987 e fondò un team di Formula 1, approfittando del ritorno dei motori aspirati in quella stessa stagione e della messa al bando dei motori turbo prevista per il 1989.
La prima vettura del nuovo team fu l'ARC1, progettata da Gustav Brunner (già all'ATS sino al 1983 e inventore del cosiddetto "telaio nudo", ovvero il telaio in kevlar e fibra di carbonio avente funzione anche di carrozzeria per la parte anteriore e centrale della vettura) e soprannominata "la piccola Ferrari blu" per via della somiglianza con la F1-87/88C, sempre progettata da Brunner. La vettura era spinta dal Ford Cosworth DFZ, un'evoluzione del DFY, a sua volta derivato dal glorioso DFV.

### 1988
Affidata ad Andrea De Cesaris, la ARC01 dimostrò buone potenzialità a inizio stagione, nonostante un serbatoio carburante di capacità ridotta. Nella gara di debutto in Brasile, De Cesaris si qualificò 14º e risalì fino al 5º posto quando rimase senza benzina a sette giri dal termine. Nelle successive gare ci furono ritiri per guasti meccanici. In Canada De Cesaris rimase nuovamente senza benzina mentre era in quinta posizione, ma a Detroit artigliò un 4º posto. Dal Gran Premio di Francia in poi le prestazioni peggiorarono, con sei ritiri consecutivi per guasti o mancanza di carburante e Brunner che lasciò la squadra per dissidi con Schmidt, passando alla Zakspeed dopo la corsa di casa in Germania. De Cesaris riuscì infine a portare a termine la gara ad Adelaide, in 8ª posizione. A fine anno il team si piazzò al 9º posto. 

### 1989
Nella stagione successiva la Rial decise di presentarsi al mondiale con due vetture, affidate ai piloti tedeschi Christian Danner e Volker Weidler. La nuova ARC02, progettata da Stefan Fober, era un'evoluzione minima della precedente ARC01 e spinta dal Ford Cosworth DFR. Nella gara di apertura in Brasile, Danner si piazzò 14º, dopodiché mancò la qualificazione nelle due gare successive. Dopo un 12º posto in Messico, arrivò un insperato 4º posto a Phoenix. Tuttavia quel risultato fu il canto del cigno per il team, che dal Gran Premio di Francia in poi non riuscì più a qualificarsi, nonostante l'arrivo del nuovo progettista Christian van der Pleyn e una girandola di piloti, con Gregor Foitek e successivamente Bertrand Gachot in sostituzione di Danner, e Pierre-Henri Raphanel al posto di Weidler (che non riuscì mai a passare le qualifiche). Il team lasciò la Formula 1 a fine stagione.

## Risultati in Formula 1
| Anno | Vettura | Motore            | Gomme | Piloti     |     |     |     |     |   |   |    |     |    |     |     |     |     |     |     |   | Punti | Pos. |
| ---- | ------- | ----------------- | ----- | ---------- | --- | --- | --- | --- | - | - | -- | --- | -- | --- | --- | --- | --- | --- | --- | - | ----- | ---- |
| 1988 | ARC1    | Ford Cosworth DFZ | G     | De Cesaris | Rit | Rit | Rit | Rit | 9 | 4 | 10 | Rit | 13 | Rit | Rit | Rit | Rit | Rit | Rit | 8 | 3     | 9º   |

| Anno | Vettura | Motore            | Gomme | Piloti   |     |     |     |     |     |     |     |     |    |    |    |    |    |    |    |    | Punti | Pos. |
| ---- | ------- | ----------------- | ----- | -------- | --- | --- | --- | --- | --- | --- | --- | --- | -- | -- | -- | -- | -- | -- | -- | -- | ----- | ---- |
| 1989 | ARC2    | Ford Cosworth DFR | G     | Danner   | 14  | NQ  | NQ  | 12  | 4   | 8   | NQ  | NQ  | NQ | NQ | NQ | NQ | NQ |    |    |    | 3     | 13º  |
| 1989 | ARC2    | Ford Cosworth DFR | G     | Foitek   |     |     |     |     |     |     |     |     |    |    |    |    |    | NQ |    |    | 3     | 13º  |
| 1989 | ARC2    | Ford Cosworth DFR | G     | Gachot   |     |     |     |     |     |     |     |     |    |    |    |    |    |    | NQ | NQ | 3     | 13º  |
| 1989 | ARC2    | Ford Cosworth DFR | G     | Weidler  | NPQ | NPQ | NPQ | NPQ | NPQ | NPQ | NPQ | NPQ | SQ | NQ |    |    |    |    |    |    | 3     | 13º  |
| 1989 | ARC2    | Ford Cosworth DFR | G     | Raphanel |     |     |     |     |     |     |     |     |    |    | NQ | NQ | NQ | NQ | NQ | NQ | 3     | 13º  |

| Legenda | 1º posto     | 2º posto | 3º posto    | A punti         | Senza punti/Non class.  | Grassetto – Pole position Corsivo – Giro più veloce |
| Legenda | Squalificato | Ritirato | Non partito | Non qualificato | Solo prove/Terzo pilota | Grassetto – Pole position Corsivo – Giro più veloce |